# リンブルフ交響楽団
リンブルフ交響楽団 (蘭: Limburgs Symfonie Orkest, 英: Limburg Symphony Orchestra) は、オランダにあったオーケストラ。

## 沿革
1883年9月2日に、作曲家のオットー・ヴォルフを創立指揮者とし、マーストリヒト市立管弦楽団として旗揚げされた。リンブルフ州のコンサート・オーケストラとして実績を積み、1955年にリンブルフ交響楽団に改称した。1992年からはザイト歌劇場（オランダ語: Opera Zuid）の座付きオーケストラとしても活動。
2012年に政府からの補助金がカットされたことを受け、2013年4月にブラバント管弦楽団と合併し、南ネーデルラント・フィルハーモニー管弦楽団となった。

## 歴代首席指揮者
- オットー・ヴォルフ(Otto Wolf) (1883-1915年)
- Henri Hermans (1915-1947年)
- Paul Hupperts (1947-1949年)
- アンドレ・リュウ(André Rieu sr.) (1949-1980年)
- Ed Spanjaard (1982-1988年)
- Salvador Mas Conde (1988-1994年)
- シュロモ・ミンツ (1995-1998年)
- 広上淳一 (1998-2000年)
- Ed Spanjaard (2001-2012年)